# Echinonodosaria
Echinonodosaria es un género de foraminífero bentónico considerado un sinónimo posterior de Cribrogenerina de la familia Palaeotextulariidae, de la superfamilia Palaeotextularioidea, del suborden Fusulinina y del orden Fusulinida. Su especie tipo es Cribrogenerina sumatrana.  Su rango cronoestratigráfico abarca el Pérmico.

## Discusión
Clasificaciones más recientes hubiesen incluido Echinonodosaria en el orden Endothyrida, de la subclase Fusulinana y de la clase Fusulinata.

## Clasificación
Echinonodosaria incluye a las siguientes especies:
- Echinonodosaria echinata †
- Echinonodosaria goniata †
- Echinonodosaria neimengguensis †
- Echinonodosaria pulchra †
- Echinonodosaria zhurihensis †